# Ceptura
Ceptura es una comuna ubicada en el distrito de Prahova, Rumania.

## Superficie
Posee una superficie de 47,05 kilómetros cuadrados.

## Demografía
Hasta 2021 la población era de 4019 habitantes, con una densidad de población de 85,42 habitantes por kilómetro cuadrado.